# Ермаково (Некрасовский район)
Ермаково — деревня в Некрасовском районе Ярославской области. Входит в состав сельского поселения Красный Профинтерн.

## География
Находится в восточной части Ярославской области на расстоянии приблизительно 17 км на север-северо-запад по прямой от административного центра района поселка Некрасовское в левобережной части района.

## История
В 1859 году здесь (деревня Ярославского уезда Ярославской губернии) было учтено 43 двора.

## Население
Численность населения: 217 человек (1859 год), 61 (русские 98 %) в 2002 году, 47 в 2010.